# Susanne Künzig

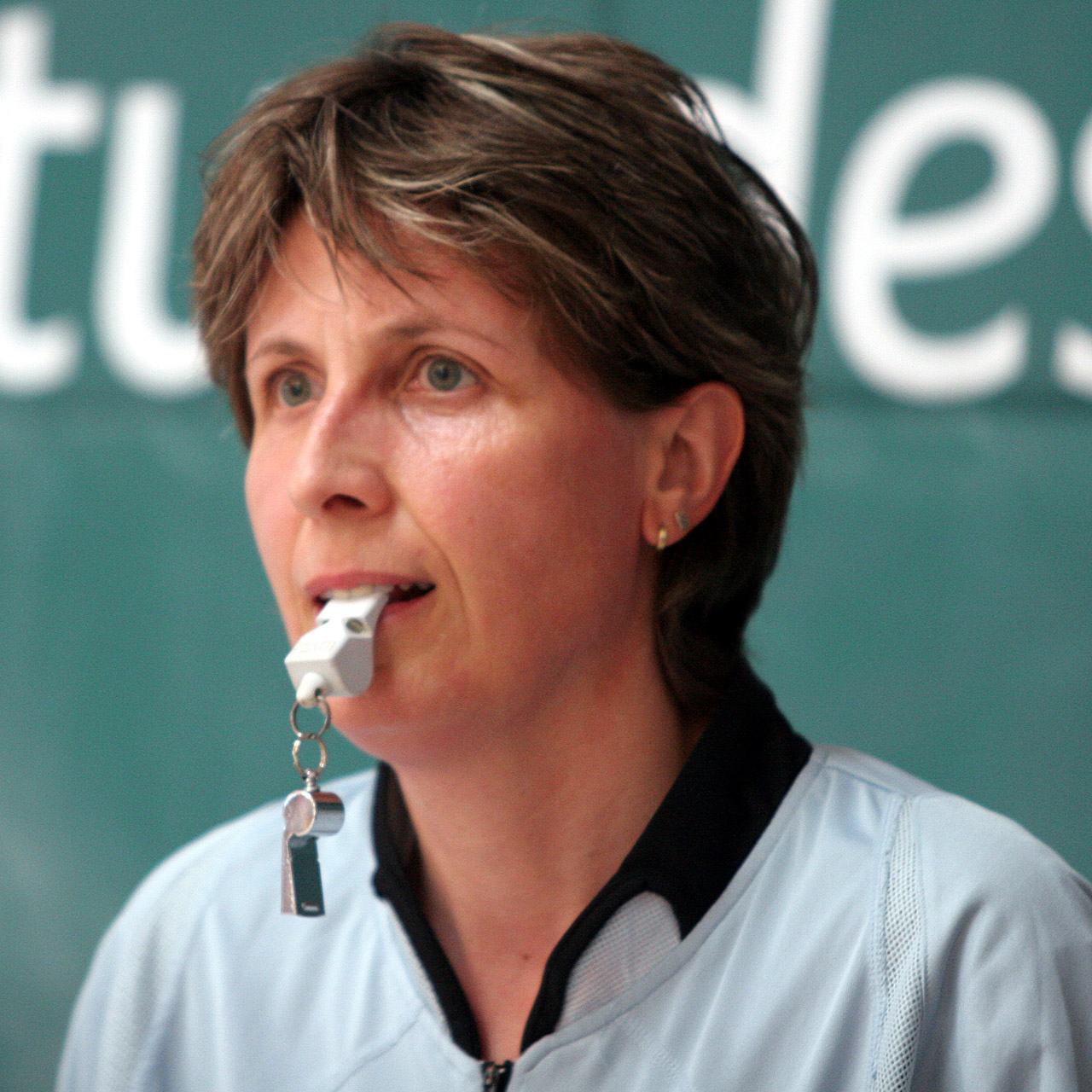
Susanne Künzig am 30. August 2008

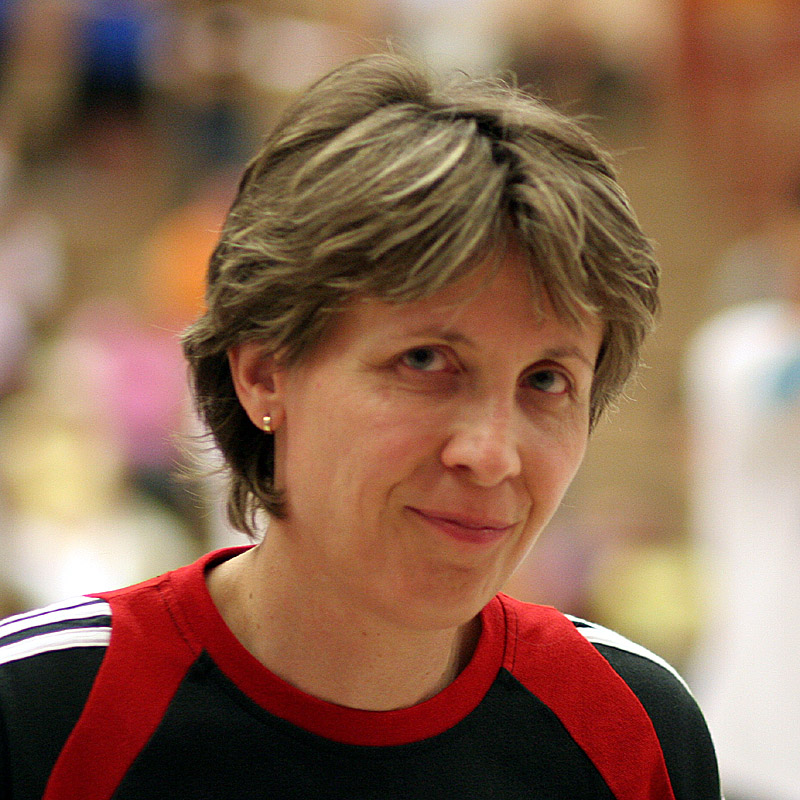
Susanne Künzig

Susanne Künzig (* 23. März 1964) ist eine ehemalige deutsche Handballschiedsrichterin. Ihr Heimatverein  ist der TV Hochstetten.
Künzig war seit 1980 Schiedsrichterin und pfiff für den BHV. Von 1990 bis 2009 gehörte sie mit ihrer Teampartnerin Jutta Ehrmann-Wolf zum DHB-Kader und hat 511 DHB-Spiele mit ihr geleitet. Davon 103 in der Handball-Bundesliga der Männer, wo die beiden das erste Frauen-Gespann waren. Dazu kamen 115 internationale Spiele zwischen 1997 und 2007, auch bei Welt- und Europameisterschaften, unter anderen das Finale der U-19-Handball-Europameisterschaft der Frauen 2000 und zwei Finalspiele im EHF-Pokal der Frauen.
Im Hauptberuf ist Künzig Steuerfachgehilfin.